# ازدراوکو یژیچ
ازدراوکو یژیچ (انگلیسی: Zdravko Ježić؛ ۱۷ اوت ۱۹۳۱ – ۱۹ ژوئن ۲۰۰۵) بازیکن واترپلو اهل یوگسلاوی بود.
وی در مسابقات کشوری و بین‌المللی در مجموع برندهٔ ۲ مدال نقره شده‌است.